# 迪阿迪拿索特運動場
迪阿迪拿索特運動場（荷蘭語：（荷蘭語發音：[də ˈʔaːdəlaːrsˌɦɔrst]））是一座位於荷蘭代芬特尔的多用途運動場，現主要用作足球比賽，亦是的主場。

## 历史
運動場於1920年完工，現能容納10,400名觀眾。

## 外部連結
- （荷蘭語） VoetbalStats （页面存档备份，存于）